# Rio Tartarugalzinho
Le rio Tartarugalzinho est un cours d'eau brésilien qui baigne l'État d'Amapá. Il prend sa source à l'Ouest du siège municipal de Tartarugalzinho. Il arrose cette seule commune et est un affluent du rio Tartarugal Grande.